# إيفان أورديتس
إيفان أورديتس (بالأوكرانية: Іван Миколайович Ордець) هو لاعب كرة قدم أوكراني في مركز الدفاع ولد في يوم 8 يوليو 1992 في بلدة فولنوفاخا في أوكرانيا، يلعب حالياً مع نادي شاختار دونتسك وسبق له اللعب مع نادي ماريوبول، في سنة 2014 بدأ باللعب مع منتخب أوكرانيا لكرة القدم ويبلغ طوله 194 سم.

## روابط خارجية
- إيفان أورديتس على موقع الاتحاد الأوربي (الإنجليزية)
- إيفان أورديتس على موقع اتحاد أوكرانيا (الإنجليزية)
- إيفان أورديتس على موقع قاعدة بيانات كرة القدم.إي يو (الإنجليزية)
- إيفان أورديتس على موقع ناشيونال فوتبول تيمز (الإنجليزية)
- إيفان أورديتس على موقع Soccerway.com (الإنجليزية)
- إيفان أورديتس على موقع عالم كرة القدم.نت (الإنجليزية)
- إيفان أورديتس على موقع AS.com (الإسبانية)